# Rhyacia tenera
Rhyacia tenera är en fjärilsart som beskrevs av George Francis Hampson 1911. Rhyacia tenera ingår i släktet Rhyacia och familjen nattflyn. Inga underarter finns listade.